# Dolnoaustriackie Góry Wyspowe
Dolnoaustriackie Góry Wyspowe (513.1*; niem. Niederösterreichische Inselbergschwelle) – mezoregion w łańcuchu Karpat Austriacko-Morawskich w Zewnętrznych Karpatach Zachodnich. Leży na terytorium Austrii (kraj związkowy Dolna Austria). 
Dolnoaustriackie Góry Wyspowe stanowią skrajny zachodni mezoregion Karpat. Nie stanowią jednolitego pasma górskiego, lecz szereg niskich wzniesień, izolowanych od siebie i od innych pasm Karpat. Wzniesienia te leżą na obszarze Pogórza Weinviertel, w północno-wschodniej części kraju związkowego Dolna Austria. Rozciągają się od okolic miasta Stockerau nad Dunajem do okolic Drasenhofen nad granicą austriacko-czeską. Ich kontynuacją na północy są Wzgórza Mikulowskie, leżące już w południowych Morawach. 
Dolnoaustriackie Góry Wyspowe stanowią pasma łagodnych wzniesień o wysokości względnej 100-200 m, rozczłonkowane uskokami i izolowane od siebie obszarami równinnymi. Są zbudowane z fliszowych iłowców i piaskowców, lessów i osadów neogenicznych z wypreparowanymi ostańcami z wapienia jurajskiego. Do Gór zalicza się pasma wzgórz (z południa na północ):
- Rohrwald (Michelberg – 409 m n.p.m.)
- Leiser Berge (Buschberg – 491 m n.p.m.)
- Staatzer Klippe (Staatzer Berg – 332 m n.p.m.)
- Falkensteiner Berge (Galgenberg – 425 m n.p.m.)

Dolnoaustriackie Góry Wyspowe stanowią strefę przejściową, łączącą alpejski Las Wiedeński z głównym masywem Karpat. Geografia austriacka nie wydziela w granicach Austrii odrębnych pasm Karpat i zalicza Karpaty Austriacko-Morawskie do tzw. przedpola karpackiego (Karpatenvorland), względnie przedpola alpejsko-karpackiego (Alpen- und Karpatenvorland). W geologii Austrii obszar gór wyróżnia się jako Waschbergzone albo Klippenzone. 